# 6 febbraio
Il 6 febbraio è il 37º giorno del calendario gregoriano. Mancano 328 giorni alla fine dell'anno (329 negli anni bisestili).

## Eventi
- 337 – Elezione di papa Giulio I
- 1658 – Nell'ambito della seconda guerra del nord (1655-1660), il sovrano dell'Impero svedese Carlo X raggiunge l'isola danese di Lolland dopo aver attraversato a piedi in nottata col suo esercito lo stretto di mare ghiacciato del Grande Belt
- 1675 – Nicolò Sagredo viene eletto 105º Doge della Repubblica di Venezia
- 1778 – Guerra d'indipendenza americana: a Parigi vengono firmati il Trattato di alleanza e il Trattato di amicizia e commercio tra Francia e Stati confederati, che segnalano il riconoscimento ufficiale della neonata repubblica degli Stati Uniti d'America
- 1788 – Il Massachusetts diventa il sesto Stato a ratificare la Costituzione degli Stati Uniti d'America
- 1806 – Azione del 6 febbraio 1806: vittoria della Royal Navy britannica al largo di Santo Domingo
- 1819 – Sir Thomas Stamford Raffles fonda Singapore
- 1822 – L'imperatore d'Austria Francesco II commuta la pena di morte per Piero Maroncelli e Silvio Pellico in quella del carcere duro
- 1840 – Firma del Trattato di Waitangi, documento fondante della Nuova Zelanda
- 1853 – Scoppia a Milano un'insurrezione anti-austriaca, domata l'indomani
- 1862 – Guerra di secessione americana: Ulysses S. Grant dà all'Unione la prima vittoria della guerra, catturando Fort Henry (Tennessee)
- 1899 – Guerra ispano-americana: un trattato di pace tra USA e Spagna viene ratificato dal Senato degli Stati Uniti
- 1900 – Viene creata la Corte di arbitrato internazionale de L'Aia, quando la Eerste Kamer dei Paesi Bassi ratifica un decreto della conferenza di pace del 1899
- 1922 – Il cardinale Achille Ratti viene eletto papa con il nome di Pio XI
- 1933 – Entra in vigore il XX emendamento della Costituzione degli Stati Uniti
- 1936 – Iniziano i IV Giochi olimpici invernali a Garmisch-Partenkirchen, Germania
- 1952 – Elisabetta II diventa regina alla morte del padre Giorgio VI del Regno Unito
- 1958 – Otto calciatori del Manchester United rimangono uccisi nel Disastro aereo di Monaco di Baviera
- 1959 – A Cape Canaveral, in Florida, viene eseguito il primo lancio coronato da successo di un missile balistico intercontinentale Titan
- 1968 – Iniziano i X Giochi olimpici invernali a Grenoble, Francia
- 1971 – Un terremoto semidistrugge Tuscania, danneggiando gravemente i monumenti romanici e provocando 31 morti
- 1975 – Fra le 0,30 e le 2,30 al Palazzo Ducale di Urbino vengono rubate tre inuguagliabili opere pittoriche del Rinascimento italiano: “La Muta” di Raffaello, “Flagellazione di Cristo” e “Madonna di Senigallia” di Piero della Francesca
- 1977 – Giorno del giubileo d'argento della regina Elisabetta II del Regno Unito
- 1989 – Iniziano in Polonia gli Accordi della Tavola Rotonda
- 1996 – Il Volo Birgenair 301 precipita al largo delle coste della Repubblica Dominicana causando la morte di tutti i 189 passeggeri
- 2001 – Ariel Sharon, leader del Likud, viene eletto primo ministro di Israele
- 2002 – Giorno del giubileo d'oro della regina Elisabetta II
- 2004 – In Russia, un attacco suicida nella Metropolitana di Mosca provoca la morte di 40 pendolari e il ferimento di altri 129; la responsabilità dell'attentato sarebbe di un gruppo separatista ceceno
- 2012 – Giorno del giubileo di diamante della regina Elisabetta II
- 2017 – Giorno del giubileo di zaffiro della regina Elisabetta II
- 2018 – Primo lancio del Falcon Heavy
- 2020 – Incidente ferroviario di Livraga: un treno Frecciarossa 1000 si schianta causando 2 morti e 31 feriti
- 2022 – Giorno del giubileo di platino della regina Elisabetta II
- 2023 – Forte scossa di terremoto di magnitudo 7.9 tra Turchia e Siria provoca quasi 50.000 morti

## Nati
Ci sono circa 1 160 voci su persone nate il 6 febbraio; vedi la pagina Nati il 6 febbraio per un elenco descrittivo o la categoria Nati il 6 febbraio per un indice alfabetico.

## Morti
Ci sono circa 610 voci su persone morte il 6 febbraio; vedi la pagina Morti il 6 febbraio per un elenco descrittivo o la categoria Morti il 6 febbraio per un indice alfabetico.

## Feste e ricorrenze

### Civili
Nazionali:
- Giamaica: Commemorazione di Bob Marley (Festa nazionale)
- Finlandia, Norvegia  e Svezia: Giorno nazionale dei Sami
- Nuova Zelanda: Waitangi Day (Festa nazionale)

### Religiose
Cristianesimo:
- San Paolo Miki e compagni, martiri a Nagasaki
- Sant'Amando di Maastricht, vescovo
- Sant'Antoliano, martire
- San Barsanofio, abate (Chiesa ortodossa)
- San Brinolfo Algotsson, vescovo
- San Bucolo di Smirne, vescovo
- Santi Dorotea e Teofilo, martiri di Cesarea di Cappadocia
- Santa Dorotea di Alessandria
- San Francesco Spinelli, sacerdote
- San Gastone di Arras, vescovo
- San Geraldo di Ostia, vescovo
- San Guarino di Palestrina, vescovo
- Sant'Ina, re del Wessex
- San Matteo Correa Magallanes, martire messicano
- San Melis di Ardagh, vescovo
- San Pietro di San Dionigi, sacerdote mercedario, martire
- Santa Renilde di Aldeneyk, badessa
- San Silvano di Emesa, vescovo e martire
- Santa Ksenija di Pietroburgo, asceta russa (Chiesa ortodossa)
- Beato Angelo da Furci, sacerdote agostiniano
- Beato Antimo da Urbino
- Beata Ildegonda, monaca premostratense
- Beata Teresa Fernandez, vergine mercedaria